# Pseudagrion vumbaense
Pseudagrion vumbaense är en trollsländeart som beskrevs av Boris Ivan Balinsky 1963. Pseudagrion vumbaense ingår i släktet Pseudagrion och familjen dammflicksländor. IUCN kategoriserar arten globalt som sårbar. Inga underarter finns listade i Catalogue of Life.